# Telomerase

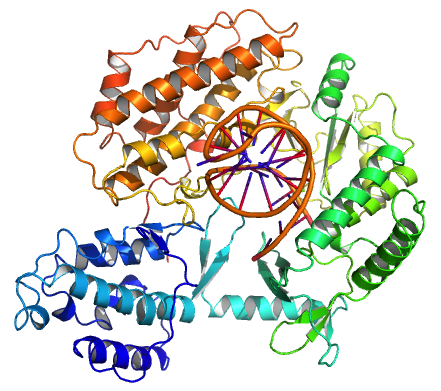
Đơn vị phụ xúc tác telomarase của loài Tribolium castaneum, TERT, được ràng buộc vào khuôn mẫu RNA và DNA telomere giả định (PDB 3KYL)

Telomerase là một ribonucleoprotein bổ sung chuỗi lặp lại telomere phụ thuộc vào loài vào đầu 3' của telomere. Một telomere là một khu vực bao gồm các chuỗi lặp đi lặp lại ở mỗi đầu của nhiễm sắc thể nhân chuẩn ở hầu hết các sinh vật nhân chuẩn. Telomere bảo vệ đầu của nhiễm sắc thể khỏi sự phá hủy DNA hoặc khỏi sự hợp nhất với các nhiễm sắc thể lân cận. Ruồi giấm Drosophila melanogaster thiếu telomerase, nhưng thay vào đó sử dụng nhân tố chuyển vị ngược để duy trì các telomere.
Telomerase là một enzyme phiên mã ngược mang phân tử RNA của riêng nó (ví dụ, với trình tự 3′ - CCCAAUCCC-5 trong loài Trypanosoma brucei) được sử dụng làm khuôn mẫu khi nó kéo dài telomere. Telomerase hoạt động trong giao tử và hầu hết các tế bào ung thư, nhưng thường vắng mặt hoặc xuất hiện ở mức độ rất thấp trong hầu hết các tế bào soma.

## Lịch sử
Sự tồn tại của một cơ chế bù đắp cho sự rút ngắn telomere lần đầu tiên được tìm thấy bởi nhà sinh vật học người Liên Xô Alexey Olo Mandov vào năm 1973, ông cũng là người đã đề xuất giả thuyết telomere về sự lão hóa và mối liên hệ của telomere với bệnh ung thư.
Telomerase trong loài Tetrahymena có mao được phát hiện bởi Carol W. Greider và Elizabeth Blackburn vào năm 1984. Cùng với Jack W. Szostak, Greider và Blackburn đã được trao giải thưởng Nobel về sinh lý học hoặc y học năm 2009 vì khám phá của họ.
Vai trò của telomere và telomerase trong quá trình lão hóa và ung thư đã được các nhà khoa học tại công ty công nghệ sinh học Geron xây dựng với sự nhân bản của RNA và các thành phần xúc tác của telomase ở người và sự phát triển của một phản ứng chuỗi polymerase (PCR) cho hoạt động telomase được gọi là xét nghiệm TRAP, thứ khảo sát hoạt động của telomerase trong nhiều loại ung thư.

## Ứng dụng lâm sàng

### Ung thư
Trong ống nghiệm, khi các tế bào đạt đến giới hạn Hayflick, thời gian để lão hóa có thể được kéo dài bằng cách làm bất hoạt các protein ức chế khối u - p53 và protein Retinoblastoma (pRb). Các tế bào đã bị thay đổi quá nhiều cuối cùng trải qua một sự kiện gọi là "khủng hoảng" khi phần lớn các tế bào trong môi trường nuôi cấy đều chết. Đôi khi, một tế bào không ngừng phân chia sau khi nó đạt đến khủng hoảng. Trong một tình huống điển hình, các telomere bị rút ngắn và tính toàn vẹn của nhiễm sắc thể bị suy giảm qua mỗi lần phân chia tế bào tiếp theo. Các đầu nhiễm sắc thể bị phơi ra thì được hiểu là sự phá vỡ chuỗi kép (DSB) trong DNA; sự hư hỏng như vậy thường được sửa chữa bằng cách gắn lại (di dời) các đầu bị gãy lại với nhau. Khi tế bào thực hiện điều này do sự rút ngắn telomere thì các đầu của các nhiễm sắc thể khác nhau có thể được gắn vào nhau. Việc này giải quyết được vấn đề thiếu telomere, nhưng trong quá trình phân chia tế bào tại kỳ sau, các nhiễm sắc thể đã hợp nhất sẽ bị tách ra một cách ngẫu nhiên, gây nhiều đột biến và bất thường về nhiễm sắc thể. Khi quá trình này tiếp diễn, bộ gen của tế bào trở nên không ổn định. Cuối cùng, kết quả là hoặc gây ra thiệt hại chí mạng cho nhiễm sắc thể của tế bào (tiêu diệt nó thông qua quá trình chết rụng tế bào), hoặc là gây ra đột biến bổ sung khiến kích hoạt telomerase.
Với việc kích hoạt telomerase, một số loại tế bào và con cái của chúng trở thành bất tử (vượt qua giới hạn Hayflick), do đó tránh được sự chết của tế bào miễn là các điều kiện cho sự nhân đôi của chúng được đáp ứng. Nhiều tế bào ung thư được coi là "bất tử" vì hoạt động telomerase cho phép chúng sống lâu hơn bất kỳ tế bào soma nào khác, kết hợp với sự tăng sinh tế bào không kiểm soát được là lý do tại sao chúng có thể hình thành khối u. Một ví dụ điển hình của các tế bào ung thư bất tử là các tế bào HeLa, được sử dụng trong các phòng thí nghiệm như là một dòng tế bào mẫu từ năm 1951.
Mặc dù phương pháp mô hình hóa ung thư ở người trong nuôi cấy tế bào này có hiệu quả và đã được các nhà khoa học sử dụng trong nhiều năm, nhưng nó cũng rất thiếu chính xác. Những thay đổi chính xác cho phép hình thành các dòng vô tính khối u trong thí nghiệm được mô tả ở trên là không rõ ràng. Các nhà khoa học đã giải quyết câu hỏi này bằng cách giới thiệu nối tiếp nhiều đột biến có trong nhiều loại ung thư ở người. Điều này đã dẫn đến việc xác định các tổ hợp đột biến hình thành các tế bào khối u trong nhiều loại tế bào. Mặc dù sự kết hợp thì tùy biến theo từng loại tế bào nhưng các thay đổi sau đây thì cần thiết trong tất cả các trường hợp: Kích hoạt TERT, mất chức năng đường dẫn p53, mất chức năng đường dẫn pRb, kích hoạt Ras hoặc gen sinh ung myc và quang sai protein phosphatase PP2A. Có nghĩa là, tế bào có một telomase được kích hoạt, loại bỏ quá trình chết gây ra do mất ổn định hoặc mất đoạn nhiễm sắc thể, không có con đường gây ra chết rụng tế bào, và kích hoạt nguyên phân liên tục.
Mô hình ung thư trong nuôi cấy tế bào này mô tả chính xác vai trò của telomerase trong các khối u thực tế ở người. Kích hoạt telomerase đã được quan sát thấy ở ~ 90% tất cả các khối u ở người, cho thấy rằng sự bất tử gây ra bởi telomerase đóng vai trò chính trong sự phát triển ung thư. Trong số các khối u không có kích hoạt TERT, hầu hết sử dụng một con đường riêng để duy trì chiều dài telomere được gọi là Độ dài Thay thế của Telomere (Alternative Lengthening of Telomeres - ALT). Cơ chế chính xác đằng sau việc duy trì telomere trong con đường ALT vẫn chưa rõ ràng, nhưng có khả năng liên quan đến nhiều sự kiện tái tổ hợp tại telomere.
Elizabeth Blackburn và cộng sự đã xác định sự điều chỉnh quá mức của 70 gen đã biết hoặc nghi ngờ trong sự phát triển và lây lan của ung thư trong cơ thể, và sự kích hoạt đường phân, thứ cho phép các tế bào ung thư nhanh chóng sử dụng đường để tạo điều kiện cho tốc độ tăng trưởng được lập trình của chúng (gần bằng tốc độ tăng trưởng của thai nhi).
Các phương pháp tiếp cận nhằm kiểm soát telomerase và telomere trong điều trị ung thư bao gồm liệu pháp gen, liệu pháp miễn dịch, các chất ức chế phân tử nhỏ và đường dẫn tín hiệu.